# Gabino Vázquez, Viesca
Gabino Vázquez är en ort i Mexiko.   Den ligger i kommunen Viesca och delstaten Coahuila, i den centrala delen av landet, 800 km nordväst om huvudstaden Mexico City. Gabino Vázquez ligger 1 106 meter över havet och antalet invånare är 976.
Terrängen runt Gabino Vázquez är platt. Runt Gabino Vázquez är det mycket glesbefolkat, med 3 invånare per kvadratkilometer. Närmaste större samhälle är San Pedro, 16,2 km väster om Gabino Vázquez. Omgivningarna runt Gabino Vázquez är i huvudsak ett öppet busklandskap.